# Partido del Trabajo de Irán (Toufan)
Partido del Trabajo de Irán (Toufan) es un partido comunista de Irán de tendencia hoxhaísta. Fue fundado en 1965 y se alineó internacionalmente con el Partido del Trabajo de Albania. Actualmente es miembro de la Conferencia Internacional de Partidos y Organizaciones Marxista-Leninistas.

## Ideología
Es un partido de orientación marxista-leninista,  reivindicando las obras de Marx, Engels, Lenin, Stalin y Hoxha.  Esto significa que se declara a favor de las luchas populares de los trabajadores y contra el régimen represivo y antidemocrático de la República Islámica de Irán. 